# Нижнебаяновский
Нижнебаяновский — аул в Карасукском районе Новосибирской области. Входит в состав Чернокурьинского сельсовета.

## География
Площадь аула — 22 гектара

## Население
| 2002 | 2007 | 2010 |
| ---- | ---- | ---- |
| 234  | ↘186 | ↘165 |

## Инфраструктура
В ауле по данным на 2007 год функционируют 1 учреждение здравоохранения, 1 образовательное учреждение.